# Andrew Blake
Andrew Blake (nacido en 1947 como Paul Nevitt) es un productor y director estadounidense de cine pornográfico, considerado como uno de los pocos visionarios del género.
Sus películas se caracterizan entre otras cosas por ser grabadas junto a los más hermosos escenarios del mundo como; casas con elegancia arquitectónica, la torre Eiffel, el Coliseo Romano, etc. Sus filmes están enfocados sobre todo a un contenido homosexual femenino, donde se utiliza como referencia al órgano sexual de la mujer otras escenas superpuestas, las chicas más bellas y sofisticadas mostrando; ropa interior, portaligas, medias, tacones y plataformas altísimas. La música en las películas de Blake, son mayoritariamente obras originales del compositor Raoul Valve.

## Filmografía
Algunas de sus obras son:
1988
- Playboy: Sexy Lingerie (1988) (como Paul Nevitt)

1989
- Night Trips (Caballero).

1990
- Secrets (Secretos).
- House of Dreams (Casa de los sueños). (como Paul Nevitt)

1991
- Playboy: Sexy Lingerie III (1991) (como Paul Nevitt)
- Desire también conocida como Art of Desire también conocida como Andrew Blake's Desire (VCA).

1992
- Andrew's Blake's Girls.
- Hidden Obsessions.

1993
- Sensual Exposure.
- Les Femmes Erotiques alias The Erotic Women.

1994
- Pin-Ups también conocidas como Andrew Blake's Pin-Ups.
- Private Property

1995
- Playboy: The Best of Pamela Anderson 1995 (fragmento "Sexy Lingerie III") (como Paul Nevitt)
- Penthouse Pet of the Year Play-Off 1995 (como Paul Nevitt)
- Night Trips II.
- Captured Beauty. Música por Hitmaker

1996
- Unleashed alias Andrew Blake's Unleashed.

1997
- Possessions.
- Dark Angel.
- Paris Chic.

1998
- Wild.
- Wet.
- High Heels alias Obsessions High Heels.
- Delirious.

1999
- Playthings.
- Pin-Ups^2 también conocidas como Andrew Blake's Pin-Ups^2.
- Aroused.

2000
- Art of Desire. (Marc Dorcel)
- Decadence.
- Secret Paris.
- 2000 Part One / 2000 Part two.
- Amy and Julie.

2001
- Exhibitionists.
- Aria.
- Blond & Brunettes.

2002
- The Villa.
- Girlfriends.
- Justine.

2003
- Adriana.
- Dollhouse.
- Hard Edge.
- Feel The Heat.
- Naked Diva.
- Teasers / Teasers 2.

2005
- Close-Ups.
- Flirts.
- Body Language. Música por Skehma.
- Teasers / Teasers 2.

2006
- Valentina.
- Sultry - A Carnal Compilation.

2007
- Andrew Blake X.
- Andrew Blake X2.

2008
- House Pets.
- Paid Companions.

2009
- Voyeur Within.

## Premios
- 1999 AVN Award "Best All-Sex, Film" (High-Heels)
- 2000 AVN Award "Best All-Sex Film" (Playthings)
- 2002 AVN Award "Best Art Direction Film" (Blond & Brunettes)
- 2002 AVN Award "Best Cinematography" (Blond & Brunettes)
- 2002 Venus Award "Best Director USA"
- 2004 AVN Award "Best All Sex Film" (Hard Edge)
- 2004 AVN Award "Best Art Direction Film" (Hard Edge)
- 2004 AVN Award "Best Cinematography" (Hard Edge)
- 2004 AVN Award "Best Editing Film" (Hard Edge)
- 2005 AVN Award "Best Cinematography" (Flirts)
- 2008 AVN Award "Best Editing" (X)
- 2009 AVN Award "Best Cinematography" (Paid Companions)[1]
- 2010 XBIZ Award "Excellence in Progressive Erotica"[2]
- 2011 XBIZ Award "Best Editing" (Voyeur Within)[3]